# 長忠大聖堂
長忠大聖堂は、朝鮮民主主義人民共和国平壌市船橋区域長忠洞に位置するローマ・カトリック教会の大聖堂である。平壌に4つだけあるキリスト教の教会のうちの1つである。朝鮮カトリック教協会により運営されている。

## 歴史
南北分断前の平壌はキリスト教信者の数が最も多い朝鮮の都市であり"朝鮮のエルサレム"と呼ばれていた。1945年までには市民のほぼ6人に1人はキリスト教徒だった。そのため北部朝鮮においては平壌だけで一つの教区として編成されていた。
南北分断後、金日成の共産主義政府はキリスト教徒を帝国主義の協力者やスパイだとして迫害し、さらに有名なキリスト教徒で独立運動家だった曺晩植は金日成よりも影響力のある人物であったために逮捕されて射殺された。カトリックの集団の多くは殺されるか投獄されるかし、また多くは南に逃げた。
19世紀後半に建造された赤レンガ造りの元の大聖堂は朝鮮戦争でアメリカ軍により破壊された。1949年、平壌の最後の正式な司教であったフランシスコ洪龍浩は共産主義政府によって投獄され、後に行方不明となった。2013年にローマ教皇庁は正式に洪龍浩が死去したことを認めたが、死亡日は不明のままとしている。
1988年に新たな大聖堂である長忠大聖堂が平壌の東側に開かれた。同時に、特定教派に属さないプロテスタントの教会が2つ、信教の自由があると示すための政府の試みとして開設された。

## 運営
この聖堂は朝鮮カトリック教協会によって運営されているが、ローマ教皇庁とは連携していない。北朝鮮政府とローマ教皇庁（聖座）との緊張状態のため、聖堂には現在、司教はおろか叙階された司祭すらいない。常駐司祭もおらず、ミサは外国人聖職者によって行われている。
聖堂が運営する製麺所があり、カトリックソウル大司教区とカトリック教徒の在米韓国人からの財政支援を受けている。